# Куш (озеро)
Куш или Манья́с (тур. Kuş Gölü, Manyas Gölü, Manyas Kuş Gölü) — крупное пресноводное озеро в западной части республики Турция. Расположено на северо-западе полуострова Малая Азия, на территории провинции Балыкесир, в 18 километрах от города Бандырма (греч. Панормос). Название Куш-гёлю означает в переводе с турецкого «птичье озеро».

## Гидрография
Площадь зеркала 160—176 км², средняя глубина 3 м, высота над уровнем моря 18 м. В 1938 году немецкий орнитолог Курт Кроссвиг организовал в болотистых областях северо-восточной части озера птичий заповедник Куш-Дженнети (с турецкого «Птичий рай»). Ныне заповедник занимает 64 га в дельтах впадающих в озеро рек Коджачай и Карадере.

## История
Историческую известность озеро получило в XIII веке, когда на его берегах в битвах при Пиманионе в 1204 и вновь в 1224 годах сразились армии византийцев (никейцев) и крестоноцев (латинян).